# 서원동
서원동(書院洞)은 서울특별시 관악구의 행정동이다. 2008년 9월 1일에 신림본동에서 서원동으로 행정동의 명칭이 변경되었다.

## 지리
서원동은 도림천이 동서로 흐르고 남부순환로와 신림로가 통과하며, 지하철 2호선 신림역 역세권 지역으로 유동인구가 많고 주거지역과 상업지역이 혼재한 지역이다. 동의 이름은 신림사거리 부근에 있었던 서원정(書院亭)이라는 정자에서 따온 서원말이라는 지명에서 유래하였는데, 강감찬 장군이 개성에 왕래할 때 이 정자에 자주 머물렀다고 한다.

## 연혁
- 조선시대 : 경기도 시흥군 동면 서원리(書院里)
- 1914년 4월 1일 : 경기도 시흥군 동면 신림리
- 1963년 1월 1일 : 서울특별시 영등포구 신림동
- 1970년 5월 18일 : 서울특별시 영등포구 신림1동
- 1973년 7월 1일 : 서울특별시 관악구 신림1동
- 1980년 7월 1일 : 신림본동이 신림1동에서 분동[3]
- 2008년 9월 1일 : 신림본동을 서원동으로 개칭

## 법정동
- 신림동

## 교육
- 신관중학교

## 교통
- 서울 지하철 2호선
  - 신림역